# Ada Yonath
Ada Yonath (Jerusalén; 22 de junio de 1939) es una cristalógrafa israelí reconocida por sus trabajos pioneros en la estructura de los ribosomas. Es directora del Centro de Estructura Biomolecular Helen y Milton A. Kimmelman del Instituto Weizmann. Fue galardonada con el Premio Nobel de Química en el año 2009.

## Biografía
Nació en el barrio de Geula de Jerusalén. Sus padres, Hillel y Esther Lifshitz, eran judíos sionistas que emigraron a Palestina desde Zduńska Wola, Polonia, en 1933 antes del establecimiento de Israel. Su padre era un rabino y provenía de una familia rabínica. Tras establecerse en Jerusalén, abrieron una tienda de comestibles, pero tenían dificultades para llegar a fin de mes. Vivían en el hacinamiento con varias otras familias, y Yonath recuerda que los libros eran lo único que tenía para mantenerse ocupada. A pesar de su pobreza, sus padres la enviaron a la escuela en el exclusivo barrio de Beit HaKerem, asegurándole una buena educación. Cuando su padre murió a la edad de 42 años, la familia se mudó a Tel Aviv. Yonath fue aceptada en la escuela secundaria Tichon Hadash aunque su madre no podía pagar la matrícula. Ella daba clases de matemáticas a los estudiantes a cambio. Cuando era joven se sintió inspirada por la lectura de una biografía de Marie Curie, si bien no fue su modelo a seguir. Estudió en la Universidad Hebrea de Jerusalén donde se licenció en Química en 1962 y completó una maestría en Bioquímica en 1964 . En 1968, se doctoró en Ciencia en el Instituto Weizmann por la aplicación de la cristalografía de rayos X al estudio de la estructura del colágeno, con Wolfie Traub como su director de tesis.
Tiene una hija, Hagit Yonath, médica del Centro Médico Sheba, y una nieta, Noa.

## Trayectoria científica
Obtuvo su doctorado en el Instituto Weizmann de Ciencias, y luego realizó sus estudios postdoctorales en el MIT y en la Universidad Carnegie Mellon. En 1970 estableció el único laboratorio de cristalografía de proteínas en Israel.
Entre 1986 y 2004 dirigió una de las Unidades de Investigación Max Planck de Estructura Molecular Genética en el DESY, Hamburgo, Alemania, conjuntamente con los experimentos que hacía en el Instituto Weizmann. Dirige desde 1988 el Centro Helen & Milton Kimmelman de Estructura Biomolecular del Instituto Weizmann de Ciencias. Ha sido docente en varias Universidades de Israel, y trabajó además, en Estados Unidos, Alemania y Francia.
Su trabajo se ha centrado en la determinación y el estudio de la estructura de los ribosomas, macromoléculas responsables de la síntesis de proteínas y el modo de acción de los antibióticos. Introdujo una nueva técnica, la criobiocristalografía, en la cual los cristales de materiales biológicos sensible a la radiación son enfriados a temperaturas menores de 100 K, lo que facilita su estudio por rayos X.

## Premios (selección)
- Premio Israel (2002).
- Premio Massry (2004), junto con Harry Noller.
- Premio Louisa Gross Horwitz (2005).
- Premio Paul-Ehrlich y Ludwig-Darmstaedter (2007), junto con Harry Noller.
- Premio Wolf en Química (2006/07), junto con George Feher.[2]
- Premios L'Oréal-UNESCO a Mujeres en Ciencia (2008).[3]
- Premio Mundial de Ciencias Albert Einstein del Consejo Cultural Mundial (2008)[4]
- Premio Nobel de Química (2009), junto con Venkatraman Ramakrishnan y Thomas A. Steitz.[5]
- Condecoración Orden Manuel Amador Guerrero[6]

## Sociedades científicas
- Academia Nacional de Ciencias de Estados Unidos (2003)[7]
- Academia Israelí de Ciencias y Humanidades (2000)[8]
- Academia Europea de Ciencias y Artes
- Academia Alemana Leopoldina de Ciencias (2013)[9]
- Organización Europea de Biología Molecular (EMBO)
- Academia Americana de Artes y Ciencias (2005)[10]
- Academia Coreana de Ciencias y Tecnología
- Academia Internacional de Astronáutica (IAA)
- Academia Americana de Microbiología (2010)[11]
- Pontificia Academia de las Ciencias (2014)[12]
- Real Sociedad de Química (2009)